# Нотингамшър
Нотингамшър (на английски: Nottinghamshire) е историческо, административно неметрополно и церемониално графство (с различни размери) в регион Ийст Мидландс, средна Англия. В състава му влизат 8 общини с обща площ от 2160 квадратни километра. Сред тях община Нотингам има статут на унитарна (самоуправляваща се) единица в състава на графството. Населението на графството към 2009 година (заедно с община Нотингам) е 1 077 400 жители. Административен център е град Уест Бриджфорд.

## География
Графството е разположено в северната централната част на средна Англия. Териториално е разпределено към регион Ийст Мидландс. На изток граничи с графство Линкълншър. На запад се намира графство Дарбишър. В северозападна посока е разположено графството Южен Йоркшър, а на юг Лестършър.
Повече от половината от населението на графството е съсредоточена в община Нотингам и урбанизирания район около нея, който е дефиниран от британския статистически институт като Голям Нотингам.
Успоредно по линията на западната граница с Дарбишър в направлението север-юг преминава Магистрала М1, свързваща Нотингам с Лондон на около 170 километра в южна посока и Шефийлд (50 км) и Лийдс (95 км) на север.

## Административно деление
| Област / графство | Община         | Община | Главен град       | Други селища                  |
| ----------------- | -------------- | ------ | ----------------- | ----------------------------- |
| Нотингамшър       | Ръшклиф        |        | Уест Бриджфорд    | Бингам, Котгрейв              |
| Нотингамшър       | Брокстоу       |        | Бийстън           | Истууд, Кимбърли, Стейпълфорд |
| Нотингамшър       | Ашфийлд        |        | Къркби ин Ашфийлд | Сътън ин Ашфийлд, Хъкнал      |
| Нотингамшър       | Гедлинг        |        | Арнолд            |                               |
| Нотингамшър       | Нюарк и Шерууд |        | Нюарк он Трент    | Саутуел, Олъртън              |
| Нотингамшър       | Мансфийлд      |        | Мансфийлд         |                               |
| Нотингамшър       | Басетлоу       |        | Уърксоп           | Ретфорд                       |
| Нотингамшър       | Нотингам       |        | Нотингам          |                               |

## Демография
Изменение на населението на графството (заедно с независимата община Нотингам) за период от две десетилетия 1991-2009 година:
| година    | 1991    | 2001      | 2009      |
| --------- | ------- | --------- | --------- |
| население | 993 600 | 1 015 498 | 1 077 400 |

Разпределение на населението по общини към 2001 година:
| Община         | Площ km2 | Население | Гъстота (жители/km2) |
| -------------- | -------- | --------- | -------------------- |
| Ръшклиф        | 409.24   | 105 599   | 258                  |
| Брокстоу       | 80.10    | 107 570   | 1343                 |
| Ашфийлд        | 109.56   | 111 387   | 1017                 |
| Гедлинг        | 119.97   | 111 787   | 932                  |
| Нюарк и Шерууд | 651.32   | 106 273   | 163                  |
| Мансфийлд      | 76.72    | 98 181    | 1280                 |
| Басетлоу       | 637.87   | 107 713   | 169                  |
| Нотингам       | 74.61    | 266 988   | 3578                 |
| общо           | 2159.39  | 1 015 498 | 470                  |